# 豊川鉄道・鳳来寺鉄道・田口鉄道の電車
豊川鉄道・鳳来寺鉄道・田口鉄道の電車（とよかわてつどう・ほうらいじてつどう・たぐちてつどうのでんしゃ）
本項では、豊川鉄道・鳳来寺鉄道（現在の東海旅客鉄道飯田線の一部）および田口鉄道（のちの豊橋鉄道田口線）が保有した電車について記述する。この3社は、豊川鉄道を基幹としたグループ会社であり、車両も同形車を導入して直通運転を行っていたため、本項では3社の電車を一括して記述する。

## 概要
豊川鉄道は、豊川稲荷への参詣客や、豊川流域の旅客・貨物輸送のために設立された鉄道で、1897年（明治30年）から1900年（明治33年）にかけて、豊橋（吉田） - 大海間が全通した。鳳来寺鉄道は、豊川鉄道の延長線として1923年（大正12年）2月に長篠（大海） - 三河川合間が開業した。開業当時は両鉄道とも蒸気動力であったが、1925年（大正14年）7月に直流1500Vにより電化され、電車および電気機関車による運転を開始した。両社は共通設計の車両を導入し、共通使用した。
1929年（昭和4年）5月、鳳来寺鉄道から分岐する田口鉄道が開業し、1932年（昭和7年）12月に鳳来寺口（のちの本長篠） - 三河田口間が全通した。同線は開業当初から直流電化されており、車両も豊川鉄道と同じものが導入され、共通運用された。
1932年（昭和7年）10月に三信鉄道が開業すると、こちらでも乗り入れ運転を開始し、最終的には天竜峡駅まで乗り入れた。
1943年（昭和18年）8月1日付で、豊川鉄道・鳳来寺鉄道の両社は、本州横断鉄道を形成する三信鉄道、伊那電気鉄道とともに戦時買収され、鉄道省（国有鉄道）飯田線とされた。枝線であった田口鉄道は国有化の対象とはならず、豊川・鳳来寺両鉄道の買収後も存続したが、列車の運行は鉄道省に委託され、1952年（昭和27年）5月の委託契約解除まで両社の車両と混用された。また、豊橋への直通運転も1963年（昭和38年）まで継続されている。
国有化時に鉄道省へ引き継がれた車両は、豊川鉄道が電気機関車3両（うち1両は未成）、電車20両、蒸気機関車2両（1280形 1280・1281）、貨車132両、鳳来寺鉄道が電気機関車1両、電車2両、貨車19両である。田口鉄道は、この時点で電気機関車1両、電車2両を保有していたが、これらは電車だけが鉄道省に貸し出され混用されていた。

## 形式

### モハ10形

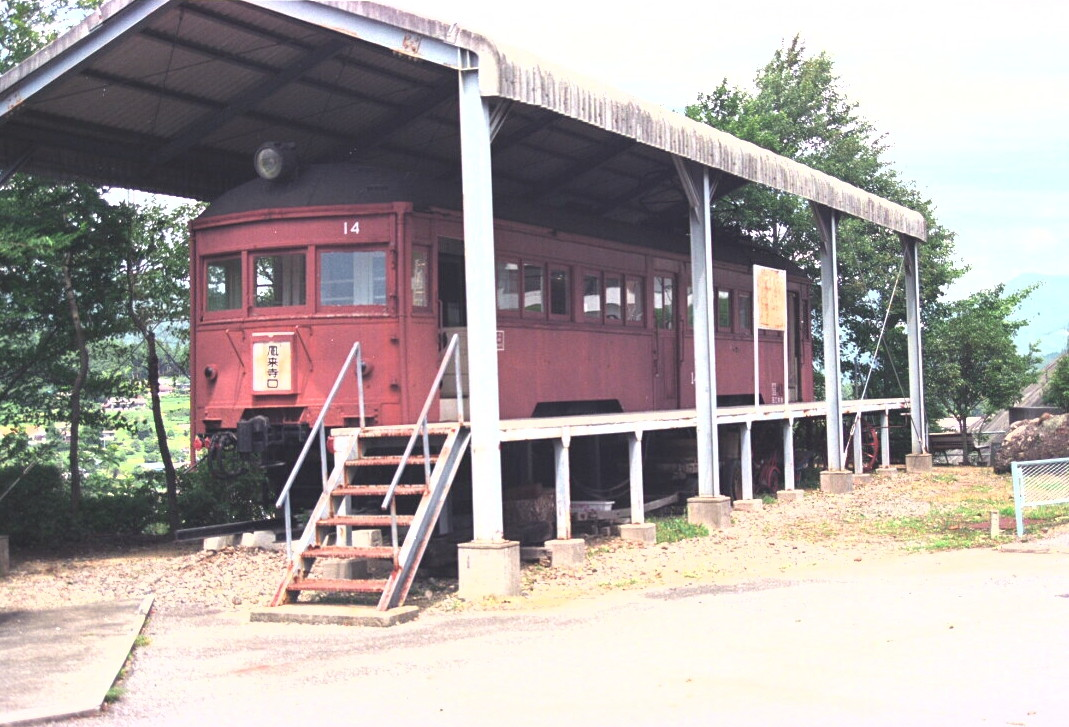
豊橋鉄道田口線 モハ14

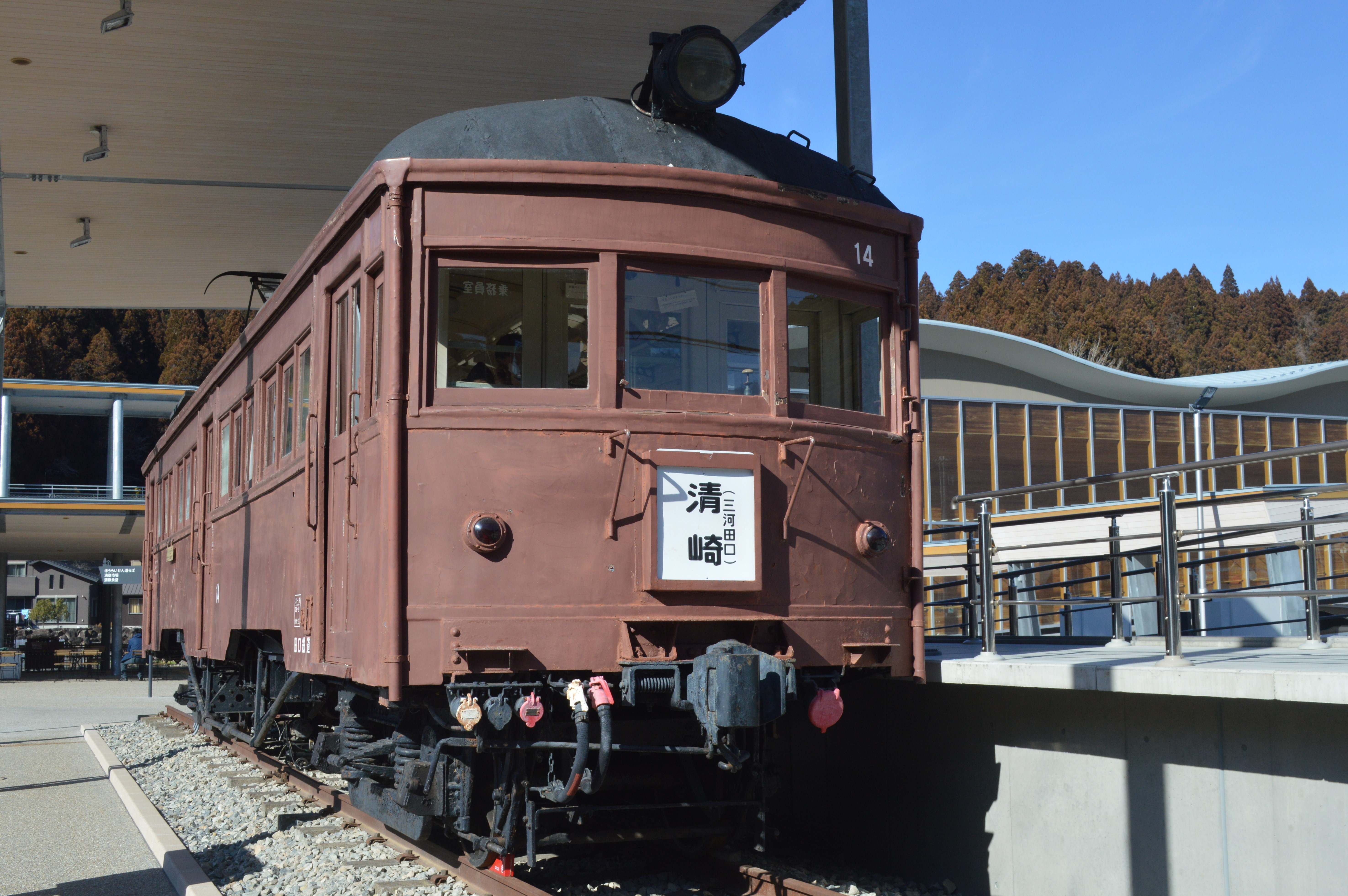
道の駅したら移設後のモハ14

モハ10形は、1925年の豊川鉄道、鳳来寺鉄道電化の際に用意された、車体長15m級の木造両運転台型制御電動車で、モハ1形として豊川鉄道向けに5両、鳳来寺鉄道向けに1両が日本車輛製造本社で製造された。屋根は丸屋根で、前面は軽いRをつけた非貫通3枚窓である。側面窓配置は1D33D33D1、座席はロングシートであった。定員は100人。台車は鉄道省DT10の流れをくむ日車球山形、電動機はTDK-31 (52.2kW) 4個を装備、歯車比は17:67である。落成時ヘッドライトは前面窓下に装備された、いわゆるオヘソライトであった。
1932年（昭和7年）に三信鉄道が開業すると、こちらにも乗り入れ、鉄道省払い下げの三信鉄道木造車とも併結運転されたりしており、後に天竜峡駅までも長駆している。
1938年（昭和13年）に両社ともモハ10形に改称され、鳳来寺鉄道のものは10、豊川鉄道のものは11 - 15に改められた。この頃オヘソライトをやめ、前面屋根上にヘッドライトを移設。
1943年（昭和18年）年8月1日に戦時買収・省線飯田線となった後は、買収されなかった田口鉄道モハ30形2両が鉄道省に供出され、代わりに1両が田口鉄道の運行に充てられた。
1949年（昭和24年） 11・12が部品調達できずに廃車解体。1951年（昭和26年）4月に残りを廃車。全車とも国鉄から形式を付与されなかった。
この頃に内部を鉄骨で補強・腰板を鉄板と交換し、半鋼体化している。
10・13は大井川鉄道（現・大井川鐵道）へ譲渡され、モハ200形201・202となった。
14・15は田口鉄道へ譲渡。1956年（昭和31年）田口鉄道買収により豊橋鉄道に移管。国鉄時代はぶどう色塗装であったが、田口鉄道譲渡に際しブルーとクリームの2色塗りとなり、豊橋鉄道への移管に際し、ぶどう色と朱鷺色の2色塗りとなった。1963年（昭和38年）前面窓下にサボ受けを設置。1964年（昭和39年）7月モ14・15へ改称。1967年（昭和42年）末にはヘッドライトをシールドビーム2灯化し、田口線廃線まで使用され、廃線後15は廃車解体。14は最終日の運転には参加せず、海老車庫にて2灯化したヘッドライトを1灯に戻し、主電動機を外して電装解除の上、設楽町へ譲渡されたが、田峰駅構内に9年間放置。田口鉄道時代のブルーとクリームの塗装に戻されたが、この間に2枚あったパンタグラフ集電舟のうち1枚が失われた。1977年（昭和52年）から設楽町田口の資料館「奥三河郷土館」敷地内に、ライトブラウンに塗り直した上で静態保存されていた。2020年（令和2年）11月27日に設楽町清崎に移設し、2021年（令和3年）5月13日に開館した新たな奥三河郷土館（「道の駅したら」に併設）で静態保存されている。
2023年になり、永年の重ね塗りの繰り返しにより分厚くなっていた床下や台車の塗装を一旦剥がした上で再塗装したことにより、床下や台車にあった八幡製鉄所の刻印が再発見された。

### モハ20形
モハ20形は、1927年（昭和2年）に増備された全鋼製車で、豊川鉄道向けに制御電動車2両、鳳来寺鉄道向けに制御電動車1両が製造されたものである。豊川鉄道1両 (21) と鳳来寺鉄道の1両（2 → 20）の2両が1927年1月川崎造船所製、豊川鉄道の1両（24 → 22）が少し遅れて1927年5月大阪鐵工所製である。当初、豊川鉄道の2両はモハ21形、鳳来寺鉄道の1両はモハ2形と称したが、1938年に両社の3両を一括してモハ20形と改め、豊川鉄道モハ24はモハ22に、鳳来寺鉄道モハ2はモハ20に改番された。
車体の形状は深い丸屋根にお椀形の通風器を装備したいわゆる「川造形」といわれるもので、車体長は17m、前面は一見非貫通のように見えるが、実は貫通扉付きの3枚窓で、側面窓配置は1D6D6D1である。細部は異なっているが、同時期に阪急電鉄に600形が投入され、東京急行電鉄や長野電鉄、西武鉄道などにも似た形態の車両は存在していた。座席はロングシートで、定員は120人であった。モハ10形に引き続いてイギリスのイングリッシュ・エレクトリック系電装品を使用し、電動機はDK-36 (70.84kW) を4個装備、歯車比は19:61である。
戦時買収直前の1943年（昭和18年）21が田口鉄道籍デキ53牽引する貨物列車と江島駅付近にて正面衝突し、死傷者を出した。
買収後も豊橋機関区にあって飯田線で使用されたが、1950年（昭和25年）に21・22の2両が更新修繕を受けて前位側運転台側面にのみ乗務員扉を設置した。20は1949年11月に走行機器を国鉄制式品に標準化され、台車をDT10形、電動機を出力100kWの標準品 (MT7A) に、制御器も国鉄形に交換した。その後、1951年12月に21・22、1952年2月に20が宇部電車区に転属して宇部線に転用されたが、さらに1953年（昭和28年）2月から3月にかけて府中町電車区に転属して福塩線用となった。
1953年6月に施行された車両形式称号規程改正では、旧豊川鉄道の2両がモハ1600形（1600・1601）に、旧鳳来寺鉄道の1両がモハ1700形 (1700) に改められている。1955年（昭和30年）12月には富山機関区城川原支区に転属して富山港線用となり、1600・1601は1957年（昭和32年）3月に廃車後、1601は上信電鉄に譲渡、1700は再び豊橋機関区に転属し豊川分工場の入換用として同工場の廃止まで使用され、1964年（昭和39年）9月に廃車、伊豆箱根鉄道に譲渡された。その間1959年（昭和34年）6月には車両形式称号規程改正によりクモハ1700形と改められている。

### モハ30形

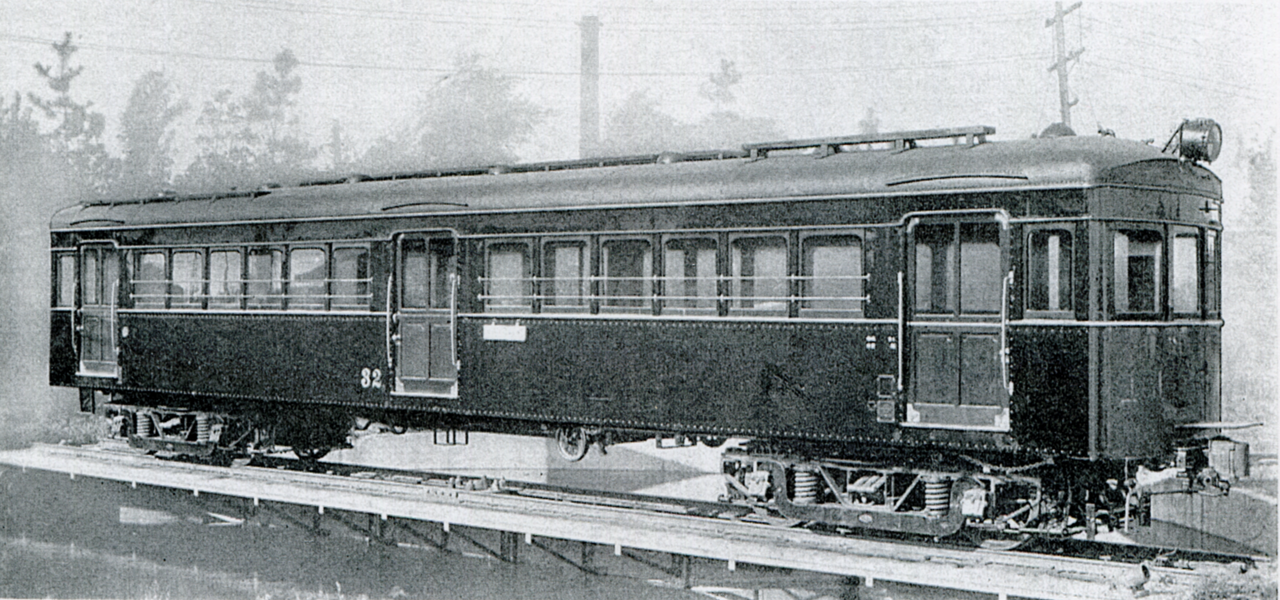
豊川鉄道モハ32

モハ30形は、1929年に増備された半鋼製制御電動車で、豊川鉄道向けに3両 (31 - 33) 、田口鉄道向けに2両（電3形（101・102））が製造された。製造は、日本車輛製造が行ったが、車体は先行した川造形のモハ20形とおおむね同形で、側扉の幅がモハ20形の1003mmから1100mmに拡大された程で、走行機器も同様である。
モハ20形と同様、一見非貫通に見えるが、実は貫通扉がある。
田口鉄道の電3形（101・102）は、1938年1月に豊川鉄道所属車と同形式の通番とされ、モハ30形（36・37）に改称された。
買収以前は三信のデ300形とともに吉田 - 天竜峡間の直通列車に使用され、1943年の国有化後は豊川鉄道の3両は鉄道省に編入されたが、田口鉄道の2両は買収対象にならなかったものの、鉄道省に供出されて中部天竜機関支区に配置され、旧豊川のモハ30形と共通に使用された。この間、更新修繕により、前位側の運転台両側に乗務員扉が新設されたが、後位運転台も存置されていた。オリジナルの台車は日車D-18であったが、32のみ国鉄形のDT10に交換されていた。
1952年2月、国鉄車の31 - 33は宇部電車区に転出。1953年2月から3月にかけて府中町電車区に転属し福塩線用となった。1953年6月に施行された車両形式称号規程改正によりモハ1610形 (1610 - 1612) と改称されたが、1956年（昭和31年）3月に3両とも廃車され、田口鉄道、大井川鉄道、三岐鉄道に1両ずつ譲渡された。そのうちの1両1610は、田口鉄道に譲渡され、機器の国鉄標準型への変更や側窓のアルミサッシュ化、客用扉の鋼板プレス製化などの車体更新を行い、古巣に戻って僚車とともに豊橋乗り入れ用に使用されていたのは特筆される。同車の車番は田口鉄道モハ38となり、1956年10月豊橋鉄道モハ38、1962年（昭和37年）雨樋を設置、1964年（昭和39年）7月モ38へ改称、1965年（昭和40年）連結器を密着連結器から自動連結器に交換、1966年海老車庫にて600v化、ヘッドライトをシールドビーム2灯化、渥美線に転属。1968年モ1713へ改番、1971年方向転換の上、片運転台化し、貫通扉も埋め、溶接密閉非貫通化。後に台車を日車D-18から川崎K3に交換、1986年頃廃車された。
1952年5月、田口鉄道の日本国有鉄道への運行業務委託終了と同時に36・37は田口鉄道へ返還された。また、同時期に飯田線で運用されていた電動カム軸式の車両がすべて他線区に転属することとなり、戦前から継続していた田口鉄道への直通運転は一時中断した。1952年12月から1953年2月にかけて国鉄標準型機器への交換を行うことで再開された。その後、車両の検査業務を委託していた豊川分工場が廃止される1963年3月24日まで社形と国電の併結が見られた。
1956年、会社合併に伴い豊橋鉄道籍となる。
1961年（昭和36年）客用扉を鋼板プレス製に交換し、1962年（昭和37年）雨樋を設置、1964年（昭和39年）7月「モハ」→「モ」へ改称、1965年（昭和40年）連結器を密着連結器から自動連結器に交換、1967年（昭和42年）ヘッドライトをシールドビーム2灯化し、1968年田口線廃止・渥美線へ転属・600v化。同年モ1711・1712へ改番、貫通扉も溶接密閉非貫通化し、側面の下降窓もアルミサッシュ上昇窓化、その後1988年8月の廃車に際し、1711のみ番号を36に戻し、田口線時代の茶色塗装を復刻し、前照灯も1灯に戻し、さよなら運転を行った。

### モハ80形
モハ80形は、1927年に増備されたモハ20形と同系の半鋼製制御電動車で、豊川鉄道向けに2両が大阪鐵工所で製造されたものである。製造当初は三等郵便荷物合造の付随車でサハユニ201・202と称したが、1930年（昭和5年）4月に電装され、モハユニ201形（201・202）となった。この際に装備された電動機はTDK528A (74.57kW) で、これを4個装備する強力車となった。歯車比は、26:54である。
1938年4月には、三信鉄道が全通したことにより、同社のデニ201形が乗り入れるようになったことから全室三等室に変更し、モハ80形（81・82）となった。そのため窓配置は変則的で、1D6D51D1である。運転台は、当初は両側にあったが、戦時中にクハ100形と編成を組むため、後位側が撤去されて片運転台式となっていた。
国有化後も豊橋機関区にあって飯田線で使用されたが、1948年（昭和23年）に再び両運転台となった。1950年には、前位側の運転台両側に乗務員扉が設置するとともに、制御機器や電動機は標準化され、国鉄制式のものに交換されている。1952年4月に両車とも宇部電車区に移って宇部・小野田線用になったが、1953年に横川電車区（可部線）に移った。
また同年6月には車両形式称号規程改正によりモハ1620形（1620・1621）と改められたが、1956年3月には廃車となり、両車とも三岐鉄道に譲渡された。

### クハ60形
クハ60形は、1927年に増備されたモハ20形と同形の全鋼製制御車で、豊川鉄道向けに2両が川崎造船所で製造されたものである。当初は付随車で、附22形（サハ22・23）と称していたが、1937年（昭和12年）6月に、制御機器を搭載して両運転台式の制御車となり、クハ60形（61・62）に改称された。
国有化後も豊橋機関区にあって飯田線で使用されたが、モハ80形を再び両運転台とするため、1947年（昭和22年）11月および1948年4月に後位運転台が撤去された。さらに1950年2月には、従来辰野向きであったものを豊橋向きに転向している。その後、1951年12月に61、1952年4月に62が宇部電車区へ転じ、宇部・小野田線用となった。さらに1953年2月に61が、翌3月に62が揃って府中町電車区に転属し、福塩線用となった。同年6月1日付で車両形式称号規程が改正されてクハ5600形に改称され、5600・5601に改番された。
5600は形態的な変化が少なく、ほぼ原形のまま使用されたが、5601は更新修繕によって、前位側運転台の両側面に乗務員扉を設置し、屋根上の通風器をグローブ式に改めた。運転台撤去側の貫通路は整備されていない。1956年3月に5600が、1959年3月に5601が廃車され、5600は三岐鉄道、5601は総武流山電鉄に譲渡された。

### クハ100形
クハ100形は、1940年（昭和15年）に増備された車体長18m級の半鋼製制御車で、木南車輌製造で2両（101・102）が製造された。国鉄籍編入後、車両形式称号規程改正に伴ってクハ5610形（5610・5611）と改称されたが、両車とも1962年（昭和37年）2月に廃車となり、高松琴平電気鉄道に払い下げられ同社8000形810・820となった。

### サハ1形
サハ1形は、1922年（大正11年）日本車両製の車体長17m級木造客車を、電車用の付随車に改造したものである。当初はホハ1形（1・2）、ホロハ1形（1・2）と称していたが、ホハ1・2は1935年（昭和10年）12月に、ホロハ1・2は1937年6月に改造され、本形式の1 - 4とされた。
当初は、一般的な客車と同様の車端部に出入台を設ける構造であったが、元の開き戸を埋め込んで客用窓とし、車体中央部2か所に引戸を新設している。この際、全クロスシートであった座席は一部をロングシート化されたが、1940年にはラッシュ対策としてロングシートを撤去して、乗車定員を増加させている。
戦後は、3・4が伊那松島機関区に転用されて天竜峡以北のHL車とともに使用されたが、1950年3月、事業用客車（救援車）に転用され、ナヤ26960形（26960・26961）として浜松機関区および沼津機関区に配置された。1953年6月の車両形式称号規程改正ではナエ27000形（27000・27001） と改称され、それぞれ1965年（昭和40年）、1964年まで使用された。
一方豊橋機関区に残った1・2は1951年4月に廃車され、1953年に豊川分工場で解体されたが、いずれかのTR11形台車がクハ47023に転用されている。

### サハ201
サハ201は田口鉄道で使用された、4輪単車の木造付随車である。1955年に豊橋の豊栄鉄工所で国鉄トム6782を改造したもの。切妻車体で、車体中央部の1か所に引戸が設置され、窓配置は4D4で2段となっており、妻面は中央だけに窓が設置されている。座席はロングシート。運転台がなく電車の間に増結したが電気ジャンパ栓はなかった。多客時や団体用に運用された。1962年に廃車となり、1968年（昭和43年）春には、走り装置が外された状態で倉庫として利用されているのが確認されている。

## 譲渡
- モハ10 - 大井川鉄道 モハ201（1951年） → 廃車（1967年）
- モハ13 - 大井川鉄道モハ202（1951年） → クハ508（1967年振替 名古屋鉄道 モ3359） → 廃車（1980年）
- モハ14 - 田口鉄道 → 豊橋鉄道田口線 モハ14（1951年） →　モ14(1964年)　→ 廃車（1968年） → 保存（1977年 設楽町田口 設楽町奥三河郷土館） → 移転保存（2020年 設楽町清崎「道の駅したら」設楽町奥三河郷土館）
- モハ15 - 田口鉄道 → 豊橋鉄道田口線 モハ15（1951年） →　モ15(1964年)　→ 廃車（1968年）

- 1601 - 上信電気鉄道 クハニ21（1959年3月） → クハ22（1961年5月、車体更新） → 廃車（1981年12月）/ 車体更新後の旧車体 → 近江鉄道クハ1207（1961年） → クハ1505（1981年、車体更新）
- 1610 - 田口鉄道 → 豊橋鉄道田口線 モハ38（1956年） →　モ38(1964年)　→ 同社渥美線･600v化　モ38(1968年)　→ モ1713（1968年） → 廃車（1980年代）
- 1611 - 大井川鉄道 モハ303（1955年） → 廃車（1972年）
- 1612 - 三岐鉄道 モハ110（1955年） → 廃車（1974年11月）
- 1620 - 三岐鉄道 モハ100（1955年） → 廃車（1978年2月）
- 1621 - 三岐鉄道 モハ101（1955年） → 廃車（1978年1月）
- 1700 - 伊豆箱根鉄道 モハ35（1965年） → 廃車（1970年代）
- 5600 - 三岐鉄道 クハ200（1955年） → 廃車（1977年3月）
- 5601 - 流山鉄道 クハ51（1955年） → 廃車（1970年代）
- 5610 - 高松琴平電気鉄道 810（1962年。8000形） → 廃車（2003年3月）
- 5611 - 高松琴平電気鉄道 820（1962年。8000形） → 820（1964年、電動車に改造。820形） → 廃車（2003年3月）